# Уживо 2010 ... Нема изгледа за боље (албум)
Уживо 2010 ... Нема изгледа за боље, је албум српске панк рок групе Етиопија из Јагодине. 
Албум је снимљен уживо у Клубу Фонтана у Параћину, 30.07.2010.

## Списак песама
1. Интро Декубутус
2. Етиопија
3. Нема изгледа за боље
4. Забрана
5. Реалност
6. Бели Миш
7. Срео сам њу
8. Онанија
9. Марсовци
10. Црни Зуби (Радијација)
11. Скачи
12. Другови

## Музичари
- Стеван Поповић Бека – вокал
- Саша Милојевић Сарага – бас
- Небојша Пантић Панта - бубњеви
- Ненад Стефановић Нешко - гитара